# LEGO Pneumatics

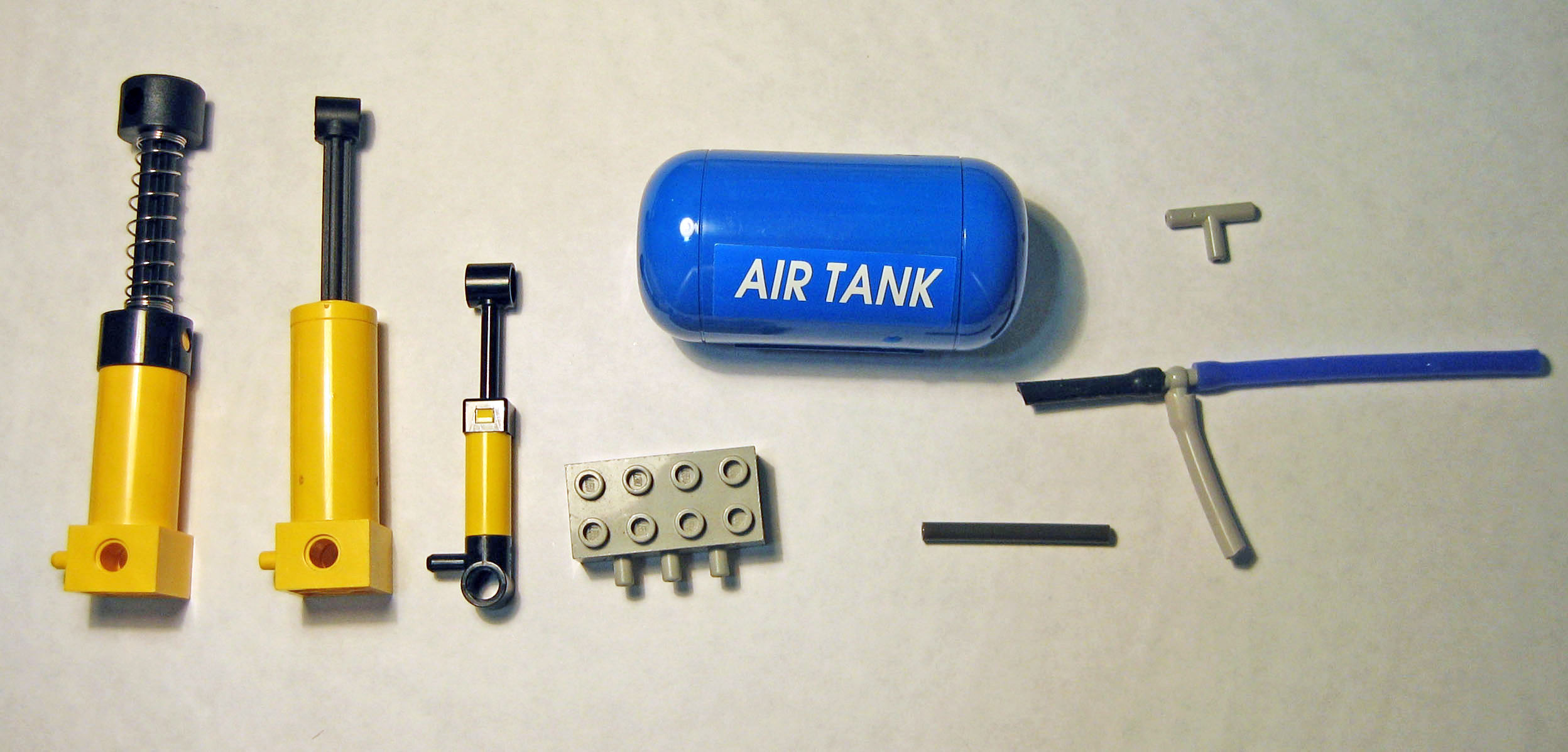
Esempi di componenti LEGO Pneumatics

LEGO Pneumatics è una serie di componenti LEGO che utilizzando aria compressa permettono di eseguire tutta una serie di azioni sfruttando i principi della pneumatica.

## Storia
I componenti LEGO Pneumatics sono stati introdotti come parte della gamma LEGO Technic nel 1984.

### Prima generazione
La prima generazione di LEGO Pneumatics va dal 1984 al 1988. Questa generazione è relativamente complessa per la tipologia degli elementi usati e quindi dei relativi circuiti di comando. I cilindri pneumatici sono a semplice effetto, quindi con un solo collegamento, alla base. Questo significa che in un semplice sistema pneumatico, pompa-valvola di comando-cilindro, deve essere impiegato il distributore a due valvole unidirezionali che permette al cilindro di spingere (uscire) in pressione e tirare (rientrare) per depressione o eventualmente per azione della forza di gravità. Ad ogni valvola di comando arriva infatti una condotta in pressione ed una in depressione (vacuum). Per mezzo dell'uscita centrale della valvola di comando, collegata al cilindro, si può quindi creare la pressione/depressione necessaria al movimento del gruppo cilindro-asta-pistone.

### Seconda generazione
Nel 1989, la linea LEGO Pneumatics è stata aggiornata, infatti sono stati aggiunti un nuovo cilindro e una nuova pompa. La principale differenza consiste nel fatto che i cilindri sono ora a due vie, con altrettanti ingressi (uno alla base ed uno alla testa del cilindro), e la pompa, munita di propria valvola unidirezionale, permette l'azionamento dei cilindri in pressione. Le valvole di comando a due vie sono ora alimentate da un singolo tubo e per mezzo delle due uscite laterali permettono la movimentazione dell'asta del cilindro nelle due direzioni (estensione e retrazione) senza il bisogno di creare circuiti complessi, con movimenti più fluidi e con una tecnica molto simile ai dispositivi pneumatici reali.
In quegli anni sono stati creati altri pezzi per la serie LEGO Pneumatics. La nuova pompa, che funziona attraverso un meccanismo a molla e può essere compressa solo a mano, ha limitato notevolmente la potenza pneumatica dei circuiti. Quindi nel 1992, LEGO ha introdotto due nuovi pezzi: una piccola pompa e un piccolo cilindro. La pompa non aveva più una molla, infatti è stata pensata per funzionare attraverso un motore, che ha permesso ai circuiti pneumatici di funzionare in continuazione. Fino al 2011, la pompa è comparsa in un solo set — 8868 Air Tech Claw Rig (1992, Peeron) — e in altri set di minor rilevanza (oggi non più disponibili). Una nuova versione della pompa è stata rilasciata nel set LEGO 8110 Unimog U400 (2011). A 2L, la corsa di questa pompa è ⅓ più lunga rispetto alla vecchia versione di 1.5L, essendo 'L' l'unità LEGO di uno stud (letteralmente "perno").
Nel 1997, LEGO ha introdotto l'”Air Tank”, una cisterna per l'immagazzinamento dell'aria compressa permettendo la creazione di circuiti ancora più complessi. Questo pezzo è apparso solamente in tre set fino ad ora ed è disponibile solo nel LEGO Education Store, insieme ad un nuovo manometro.
Nel 2003, LEGO ha interrotto le vecchie generazioni per creare una versione “studless” per adattarsi ai nuovi set Technic in cui non sono più comparsi gli “stud”.

## Componenti LEGO Pneumatics
I pezzi fondamentali di un circuito LEGO Pneumatics sono:

### Pompa
Ci sono tre versioni diverse di pompe: la prima versione (rossa) funziona grazie ad un sistema molla di ritorno che creava (abbinata al blocco di distribuzione) il vacuum necessario al rientro dell'asta dei cilindri, la seconda versione (gialla) aveva anch'essa una molla di ritorno (ma non veniva sfruttata attivamente la corsa di ritorno), mentre l'ultima versione (blu) era più piccola ed era senza molla, è infatti progettata per essere utilizzata con un motore.
Le pompe sono la fonte primaria di aria compressa.

### Cilindro
I cilindri assomigliano molto alle pompe, ma questi si muovono per effetto dell'aria compressa dalle pompe. Ci sono cinque diverse versioni: la prima generazione ha cilindri di due lunghezze diverse, ha solo un ingresso per l'aria per il quale è necessario il comando in pressione e depressione; la seconda generazione ha due ingressi per l'aria permettendo il comando in pressione in entrambe le direzioni, questi si trovano in tre versioni distinte (“studded”, “studless”, e nella versione piccola).

### Switch pneumatici
Gli switch hanno tre fori su di essi è un asse nera con cui si controlla quale foro è connesso con ogni altro.
| Switch             | Foro sinistro             | Foro centrale             | Foro destro               |
| ------------------ | ------------------------- | ------------------------- | ------------------------- |
| Posizione destra   | Aperto                    | Connesso al foro destro   | Connesso al foro centrale |
| Posizione centrale | Chiuso                    | Chiuso                    | Chiuso                    |
| Posizione sinistra | Connesso al foro centrale | Connesso al foro sinistro | Aperto                    |

Quando il foro è "aperto", significa che non è connesso a nessun altro tubo e tutta l'aria che l'attraversa uscirà. Quando un foro è “chiuso”, significa che l'aria non può entrare o uscire. Quando due fori sono connessi, l'aria attraverserà liberamente da uno dei due fori all'altro.

### Tubi pneumatici
I tubi pneumatici sono semplicemente il mezzo attraverso il quale l'aria si sposta tra i vari componenti del circuito. I tubi possono essere connessi agli switch, agli air tank, alle giunzioni, ai cilindri, alle pompe e ai blocchi di distribuzione.
I tubi pneumatici quasi sempre si trovano nei set LEGO non tagliati. In alcuni set come il 8049 Tractor and Log Loader, il 8110 Unimog U400 e il 42043 Mercedes Benz Arocs 3245 si trovano già tagliati su misura.

### Giunzione a T
La giunzione a T è un pezzo molto piccolo che permette di collegare tre tubi assieme, permettendo all'aria di due tubi di confluire in uno solo (e viceversa).

### Air tank
Gli air tank sono una parte fondamentale dei circuiti pneumatici più complessi, infatti questi permettono di immagazzinare l'aria compressa per un utilizzo più tardi.
Nel 2006, LEGO ha smesso di produrli, ma nel 2008, LEGO Education, ha ri-rilasciato una versione bianca in un set aggiuntivo (W979641).

### Blocco di distribuzione
I blocchi di distribuzione usano una sorta di valvola “a senso unico” al suo interno e tre fori all'esterno per poter collegare tre tubi. Il foro più a sinistra può solo accettare aria che va all'interno, l'aria non può mai fuoriuscire. Il foro centrale permette il passaggio d'aria in entrambe le direzioni. Il foro a destra permette all'aria di poter uscire, ma non entrare attraverso questo foro.